# Выговский, Иван Евстафьевич
Ива́н Евста́фьевич Выго́вский (иногда Оста́фьевич) (укр. Іван Остафійович Виговський, пол. Iwan Wyhowski; род. около 1608, Гоголев, Корона Королевства Польского, Речь Посполитая — 16 марта 1664, Корсунь, Войско Запорожское, Гетманщина) — казацкий военный деятель, гетман Войска Запорожского с 1657 по 1659 год, генеральный писарь (1648—1657), киевский шляхтич.
Преемник Богдана Хмельницкого, попытавшийся резко изменить внешнеполитический курс Гетманщины в сторону Речи Посполитой, вызвав этим мощную оппозицию и положив начало длительной гражданской войне, ставшей известной как Руина. Поборник преобразования Речи Посполитой в триединую державу (Королевство Польское, Великое княжество Литовское, Великое княжество Русское), проект которой был описан в Гадячском договоре (1658), но был отвергнут сеймом Речи Посполитой. В союзе с крымскими татарами и коронным войском противостоял России и лояльной ей части казачества. После кровавого подавления восстания Барабаша и Пушкаря и ряда безуспешных попыток взять Киев одержал победу над царско-казацким войском в битве под Конотопом, но в результате широкого недовольства, которое вызывала его пропольская политика, был лишён гетманства. Через некоторое время в борьбе за власть со своим зятем, правобережным гетманом Павлом Тетерей, впал у поляков в немилость и был ими казнён.

## Происхождение и ранняя биография

### Род Выговских
Иван Выговский родился в начале XVII века. Он происходил из православного шляхетского рода Выговских, упоминаемых с 1511 года, родовое гнездо которого было в местечке Выгове Киевского воеводства Речи Посполитой.

### Отец И. Выговского
Отец будущего гетмана Остап (Остафий) Выговский служил у митрополита Киевского Петра Могилы — известного церковного и культурного деятеля Юго-Западной Руси и Молдавии. Сообщения, что О. Выговский имел в своей собственности местечко Гоголев на землях современной Полтавщины, где, возможно, и родился будущий генеральный писарь и гетман, не соответствуют действительности, так как городок Гоголев, опираясь на карты де Боплана (1660), назывался тогда «местечко Ohulow». Сейчас село Гоголев Броварского района Киевской области.
Остап Выговский поддерживал крепкие связи с Адамом Киселём, который активно боролся в первой половине XVII века против дискриминации поляками и католиками православной церкви на Западной Руси. Позднее, в годы восстания Хмельницкого О. Выговский осядет в Киеве, где станет наместником Киевского замка. Он имел четырёх взрослых сыновей (Иван, Данила, Костантин, Фёдор) и двух дочерей.

### Годы обучения
О юности будущего гетмана почти ничего неизвестно. Он получил хорошее образование, возможно в Киево-Братском коллегиуме, владел церковнославянским, польским, латинским языками, был умелым каллиграфом. Не случайно он позднее выступал как покровитель выше указанного коллегиума, поддерживал своё знакомство с Феодосием Софоновичем — ректором Киево-Могилянского коллегиума в 1653—1655 гг., игуменом Свято-Михайловского Золотоверхого монастыря в 1655—1672 гг., писателем, теологом и историком. Не было случайностью и то, что в ходе развития отношений между западной Русью, подвергавшейся под властью польских католиков с середины XVI века национальной и религиозной дискриминации, и Русью московской именно Выговскому по его просьбе патриарх Никон присылал книги, а также священные посудины и ризы. Из письма Выговского к Никону от 22.08.1653 г. известно, что последние были ему необходимы для Свято-Троцкой церкви в Чигиринском монастыре, которую генеральный писарь построил на свои средства.

### Браки и семья
В конце 20-х гг. XVII в. Выговский женится в первый раз, об этом браке почти ничего неизвестно. От этого брака у него была дочь Марьяна, которая вышла замуж за русского православного шляхтича Михайла Гунашевского — автора известной Львовской летописи, который служил в Генеральной канцелярии в годы Национально-освободительной войны, исполнял дипломатические поручения Богдана Хмельницкого, позднее стал киевским протопопом (1657 г.), затем (в 1667—1672 гг.) — перемишльским кафедральным пресвитером. Овдовев, Выговский женился второй раз в 1656 г. на Елене Стеткевич — дочери русского шляхтича, новогрудского каштелянина Богдана Стеткевича — одного из покровителей Киево-Могилянского коллегиума, основателя Кутеинского православного монастыря, который имел поместья в Оршанском повете. Через своего тестя Выговский вошёл в родственные связи с рядом известных в Речи Посполитой русских и польских княжеских и шляхетских родов, например, с князьями Соломирецкими.
Известно, что на сестре Ивана Выговского был женат казацкий полковник Павел Тетеря.

### Служба в войске Речи Посполитой
Свою военную карьеру Выговский начал «товарищем» в кварцяном войске Речи Посполитой, из которого складывался костяк польской армии. В годы правления короля Владислава IV (1632—1648 гг.) Выговский отметился в борьбе против «неприятеля святого Креста Господня», то есть — турецко-ногайско-татарской агрессии.
В 1638 году он стал писарем при Яцеке Шемберкове — комиссаре Речи Посполитой над Войском Запорожским (реестровым) в 1638—1648 гг. Тогда же Выговский познакомился и вошёл в тесный контакт с Богданом Хмельницким — тогдашним генеральным писарем Войска Запорожского.
В частности они встречались во время переговоров на Масловом Ставе (сегодня с. Маслов Мироновского района).
Выговский был вначале ротмистром кварцяного войска и в составе авангарда сил, наступавших на охваченные восстанием земли, бывших под командованием Стефана Потоцкого; в правительственных войсках Речи Посполитой он принимал участие в битве на Жёлтых Водах. В решающий момент боя около Княжих Байраков (16 мая 1648 г.) он сражался храбро, но попал в плен. Трижды он пытался сбежать, но неудачно, и тогда его приковали к пушке. Пленного спас Богдан Хмельницкий, который выкупил его у хана Ислама III Гирея за коня. Тогда Выговский дал гетману присягу верно ему служить.

## На службе казачеству

### Личный писарь Богдана Хмельницкого
Выговский стал вначале личным писарем гетмана и, вероятно, сопровождал Хмельницкого в победном походе 1648 г. Во время осады Львова Хмельницкий послал Выговского к трансильванскому князю Дьёрдю II Ракоци, о чём упоминал сам гетман в своём письме в 1648 г. Задание этой миссии заключалось в заключении союза. Это было первое казацкое посольство в Трансильванию, и в дальнейшем союз с нею был заключён в (1656 г.). На должности личного писаря гетмана Выговский быстро завоевал авторитет и сделал блестящую карьеру. Принимал участие в кампании 1649 г. Тогда он стал главным вместе с гетманом составителем «Реестра Войска Запорожского 1649 — начала 1650 гг.» Этот же документ говорит о Выговском уже как о генеральном писаре. Новый генеральный писарь выступает даже как соавтор нескольких важных универсалов Б. Хмельницкого, нередко сам писал их с согласия гетмана.

## Глава Генеральной канцелярии
За короткое время Выговский создал мощную и высокоэффективную Генеральную канцелярию. Это учреждение было по сути Министерством иностранных дел и одновременно — внутренних. Она стала тем самым генератором, который согласно воле гетмана и для Войска Запорожского приводил в движение многочисленные механизмы государственной машины. Сюда приходила военно-политическая информация о положении в Гетманщине и из зарубежных государств, здесь принимались и отсюда отправлялись многочисленные посольства, согласовывались важные решения, которые вместе с военными победами определяли судьбу запорожского казачества. Чтобы создать такой мощный государственный аппарат и управлять им необходим был огромный талант администратора и политика.
Влияние ведомства генерального писаря усилиями Выговского было поднято на второй уровень после гетмана, и не случайно западные источники называют с этого момента генеральных писарей канцлерами. Хотя состав и механизм функционирования Генеральной канцелярии и до сегодняшнего дня остаются недостаточно изученными, однако можно назвать тех, кто был ближайшими сотрудниками Выговского. Это Михаил Гунашевский, о котором уже говорилось, Силуян Мужиловский, шляхтич Соболь, Ярмолович, Пьясецкий, возможно, Фёдор Погорецкий, Захар Шийкевич — будущий генеральный писарь Левобережной Гетманщины в 60-х и 80-90-х гг. XVII в. Источники указывают на то, что в Генеральной канцелярии работали 12 шляхтичей, которые перешли на сторону повстанцев, но по имени называют только одного. Привлекали к исполнению дипломатических миссий также иностранцев, например, грека Ивана Мануйлова и серба Василия Данилова. Привлекал Выговский к таким миссиям и своего отца и братьев, даже слуг и челядь.
Существуют основания считать, что именно Выговский сыграл одну из ведущих ролей в формировании разведки и контрразведки казачества. Ещё в начале 1649 г. полковник Максим Нестеренко послал в Польшу из Переяслава 2000 разведчиков. Но позднее управление этими делами переходит к Выговскому. Не случайно агентом последнего был татарский толмач великого визиря Сефер Кази-аги, который во время сепаратных польско-крымских переговоров под Каменец-Подольским в декабре 1653 г. передал генеральному писарю информацию о их содержании. Также агентом Выговского в Стамбуле был серб Николай Маркевич, посланный писарем в Турцию в конце 1653 г. Таким же агентом был и грек Теодозий Томкевич — львовский купец и мещанин, который принимал участие и в дипломатических контактах правительства с правительствами Речи Посполитой и Швеции (1658 г.). Именно благодаря Выговскому была создана широкая агентурная сеть, которая оповещала гетмана про все важное, что происходило не только в Гетманщине, но и в Польше, Литве, Чехии, Моравии, Силезии, Австрии, Османской империи, Крымском ханстве, придунайских государствах. Эта сеть казацкой разведки была настолько развитой, что даже через 25 лет звучали жалобы польских вельмож на то, что казаки (уже во время Петра Дорошенко) знают про все планы короля. Они предлагали «хорошо поискать» агентов среди казаков, которые входили в окружение короля Яна III Собеского.

### Последние годы Богдана Хмельницкого
После кампаний 1648—1649 гг. Выговский принял участие в походе 1650 г., который завершился взятием столицы Молдавского княжества — Ясс. По условиям капитуляции правитель Василий Лупу должен был отдать свою дочь Розанду замуж за старшего сына гетмана — Тимофея. Свадьба состоялась в 1652 г., и свадебный эскорт в Молдавию возглавил Выговский.
В 1651 г. он принял участие в битве у Берестечко, причём именно его с Хмельницким насильно забрал с поля боя хан. Вырвавшись из неволи, Выговский принял энергичные меры для мобилизации дополнительных войск и разгромил под Паволочью орду, которая возвращалась в Крым, нагруженная ясырём. Решительные действия Выговского вынудили ордынцев ускорить возобновление союза с казаками. Он сыграл важную роль также в организации обороны Белой Церкви, и подписании нового мирного договора (28.11.1651 г.), который был, тем не менее, более тяжёлый, чем Зборовский. Одновременно с этими событиями убеждал царского посланника Григория Богданова в том, что наступила самая пора принять под царскую руку «православных христиан всей Малой Руси».
В 1652 г. казацкая армия в Батогской битве взяла убедительный реванш над поляками за поражение под Берестечком, и в этой битве принял участие также Выговский. В 1653 г. он сыграл активную роль в победных боях под Жванцем, но измена хана не дала и тут возможности окончательно разгромить врага. Выговский был одним из самых горячих сторонников союза с Русским царством, который был заключён в 1654 г. После чего московская Русь пришла на помощь западной Руси, боровшейся против национально-религиозного угнетения в католической Речи Посполитой. Армия русского царя и запорожские казаки очистили от польской шляхты и католической церкви почти всю западную Русь и вторглись в Польшу и Литву: пали Люблин, Вильно, — угроза нависла над самой Варшавой, причём генеральный писарь Выговский принимает участие в Дрожепольской битве, в походе на Львов (1655 г.), в битве под Озерной (19-22 октября 1656 г.).
В это время Швеция, воспользовавшись разгромом Польши русскими войсками, захватила Варшаву, Краков, ряд других польских городов. Речь Посполита оказалась на краю гибели, и её хронисты с сожалением вспоминали про годы «потопа» 1655—1657 гг. Выговский, который проводил энергичную дипломатическую деятельность, особенно, когда гетман был тяжело болен в последние два года своей жизни, внес значительный вклад в создание мощной антипольской коалиции.
Москва в этот период меньше всего стремилась к победе над Польшей, обеспокоенная усилением Швеции, а также перспективой избрания Алексея Михайловича на польский трон, потому заключила с Речью Посполитой перемирие, которое та использовала не только против шведов, но и против русских.

## Гетманский период

### Избрание гетманом
Хмельницкий хотел передать булаву своему единственному ещё живому сыну Юрию (старший Тимош, на которого Богдан возлагал надежды, погиб в Молдавскую кампанию 1653 г.). С одной стороны, такое решение отвечало обычным для политической культуры того времени династическим событием, с другой — могло бы охладить амбиции казацкой старшины и пресечь междоусобицу. Формально волю гетмана исполнили: на Чигиринской раде 26 августа (5 сентября) 1657 г. старшина возложила гетманские обязанности на писаря Ивана Выговского, но только до достижения Юрием полнолетия. Выговский уверял Алексея Михайловича, что он «от того уряду отговаривался», «де того и не хотел, да не мог де ослушаться войска». На самом деле Выговский сам стремился к власти. Казак киевского полка Иван Прокофьев говорил, что «… писарь Иван Выговский,… полковников добрит за то, чтоб его учинили гетманом; только де войском его не хотят… А про гетманскова сына говорят, что не сдержать гетманства». 16-летний Юрий Хмельницкий, по всей видимости, сам выказывал крайнее нежелание принимать на себя полноту власти.
На Корсунской раде 21 октября 1657 года временным гетманом был выбран Иван Выговский. Это событие сразу раскололо казацкое общество.

Яркая, но противоречивая личность нового гетмана могла только усилить смуту на Украине. С одной стороны, в условиях, когда Украина все ещё вела войну за национальное возрождение, стать признанным всеми лидером корыстолюбивый писарь, не «природный казак», а купленный у татар за лощадь «лях», вдобавок женатый на дочери польского магната, — не мог. Но с другой стороны, с 1648 г. он служил генеральным писарем и, являясь ближайшим к Б. Хмельницкому доверенным лицом, был единственным человеком на Украине, посвященным во все внутренние и внешние политические проблемы. Таким образом, уже само избрание И. Выговского гетманом вызывало много противоречий и не могло создать единства на Украине.

Проезжавший по Украине в декабре 1657 г. греческий митрополит Колоссийский Михаил рассказывал, что «гетмана Ивана Выговского заднепровкие черкасы любят. А которые по сю сторону Днепра, и те де черкасы и вся чернь ево не любят, а опасаютца того, что он поляк, и чтоб де у него с поляки какова совету не было». Также в качестве обвинений против гетмана выдвигалось обогащение им своих родственников и использование наемных отрядов с целью укрепления своего положения.
Для утверждения своей власти Выговский использовал репрессии против оппозиции. Казацкий летописец С. Величко сообщает, что в Гадяче, Выговский «покарал… смертью несколько человек войсковых значных и чиновных гадячских», заподозрив их в неприязни к себе. Переяславский полковник Т. Цецюра рассказывал, что полковники и казаки боялись «изменника Ивашки Выговского, что он многих полковников, которые не похотели послушать, велел посечь, а иных рострелял и вешал, а многих казаков з женами и з детьми отдал в Крым татаром». Священник Василий сообщал, что «многих гетман казнит, кто помыслит на государеву сторону и (тех) розстреливает». Бежавшие из Нежина из войск Выговского казаки Г. Вощенко и К. Семенов рассказывали, что «видя де Выговского неправду, отобралось их пять корогвей и хотели они от него отстать и служить великому государю… и сведав де то, Выговский велел тех людей порубить, а ушло де их толко 50 человек». В мемуарах посланника польского короля Стефана Францишека Медекши (запись от 5 ноября 1657 года) содержится упоминание о том, что гетман заковал в оковы четверых казацких полковников.

Стремясь к сильной Гетманщине, И. Выговский сам, отстранив Юрия, создал прецедент, нарушив установившийся закон и волю гетмана — пусть и умершего. Он приоткрыл сосуд, и оттуда уже через два месяца вырвался джин своеволия и анархии. Джин, который погрузил Гетманщину в пучину Руины, бушевавшей долгие десятилетия.

### Война с Речью Посполитой и её союзниками
Выговский поддерживал дружеские отношения со шведским королём Карлом Х Густавом, который уже более двух лет вёл изнуряющую войну с Речью Посполитой. Он подписал в октябре 1657 года с ним союзнический договор в Корсуне. По условиям договора шведский король обязывался добиваться признания Речью Посполитой независимости Гетманщины, а западноукраинские земли, которые находились под властью Речи Посполитой, должны были войти в состав Гетманщины. Однако начало военных действий между Швецией и Данией в августе 1658 года и сложная внутриполитическая ситуация не позволили реализовать условия Корсуньского договора.
В конце 1657 года гетман столкнулся с мощной оппозицией, которая всячески поддерживалась Москвой. Летом 1658 года ему удалось разгромить оппозиционеров, во главе которых стояли полтавский полковник Мартин Пушкарь и кошевой атаман Яков Барабаш. После того как царь отказал Выговскому по поводу помощи против повстанцев, гетман начал искать другие варианты. Крымское Ханство с 1654 г. находилось в союзе с Речью Посполитой. Поэтому было решено возвратиться к переговорам с Речью Посполитой.

### Гадячский договор с Польшей и война с Россией
В сентябре 1658 года Иван Выговский подписал с поляками Гадячский договор, по которому Гетманщина под названием Великое княжество Русское входила в Речь Посполитую как составная часть, наделённая внутренней автономией. Польской шляхте и католической церкви возвращалось отнятое казаками имущество. Изгнанным во время казачьего бунта полякам разрешалось вернуться. Договор фактически означал переход Выговского на сторону поляков в русско-польской войне 1654—1667. Гетман принимал титул «Великого гетмана княжества Русского»
Однако не все казаки желали возвращения польского национального и религиозного гнёта на Малой Руси даже в смягчённой форме. Речь Посполитая, в свою очередь, не намеревалась соблюдать внутреннюю автономию Великого княжества Русского: польский сейм ратифицировал Гадячский договор лишь в односторонне-урезанном виде. Чтобы навязать свою власть казачеству, Выговский присягнул как польскому королю, так и крымскому хану Мехмеду IV Гирею, в надежде на военную помощь.
Во второй половине 1658 года Выговский предпринял несколько попыток взять Киев, в котором стоял русский гарнизон во главе с воеводами Василием Шереметевым и Юрием Барятинским. Однако приступы к городу во время августовской осады Киева окончились провалом, после чего Юрий Барятинский нанёс Выговскому поражение под Васильковом. Тем временем из Смоленска выступило войско князя Ивана Лобанова-Ростовского с целью вытеснения лояльных Выговскому казаков во главе с Иваном Нечаем из Великого княжества Литовского. Русскому войску удалось весной 1659 года взять Мстиславль, а затем пленить Нечая и двоюродного брата гетмана Самуила Выговского при осаде Старого Быхова, сломив сопротивление казаков на белорусских землях.
8 июля 1659 в ходе русско-польской войны Выговский совместно с пришедшим к нему на помощь большим крымским войском нанёс поражение отряду русско-казацкой конницы в Конотопской битве, что заставило воеводу Алексея Трубецкого и наказного гетмана гетмана Беспалого снять осаду Конотопа и отступить.
Однако победа не укрепила политические позиции Выговского, чей курс на подчинение Польше вызывал большое сопротивление среди населения и значительной части казацкой старшины. Опытные и влиятельные полковники, такие как Иван Богун, Иван Серко, Яким Сомко и другие, выступили против него (см. восстание Богуна) и разбили его сторонников под Лубнами и Лохвицей. Затем на гетманство в Переяславе был избран Юрий Хмельницкий, подписавший в октябре в присутстви представителей царской власти Переяславские статьи 1659 года.

## После низложения
Бежав из ставки в Чигирине, Выговский со своими сторонниками прибыл в подольский Хмельник, где соединился с пришедшими на помощь польскими отрядами Анджея Потоцкого и Яна Сапеги. Однако выступивший из Киева воевода Василий Шереметев с левобережными полковниками Сомко и Золотаренко разбили Выговского в ноябре в битве под Хмельником, после чего тот лишился собственной вооружённой группировки.
Выговский самочинно присвоил себе титул «Великого гетмана коронного» и присоединился к отряду Анджея Потоцкого. Оставался у него и законный титул воеводы Киевского, пожалованный ему Речью Посполитой пожизненно, и ранг сенатора. Выговский принимал участие в военных действиях Речи Посполитой против Русского царства. После поражения русской армии под Чудновом гетман Юрий Хмельницкий в свою очередь перешёл на сторону Польши. Выговский попытался вновь отстранить его от власти и вернуть себе гетманство, но безуспешно. Помешали ему поляки, готовые остановить его притязания «даже посредством его смерти». Обиженный бывший гетман отступил на Волынь, которая пребывала тогда под контролем польского короля, и получил с согласия последнего Барское староство в Киевском воеводстве. Он осел в Баре на Подолье, куда со временем переехала из Чигирина его жена с малолетним сыном Остапом (род. 1657). Выговский побывал во Львове, вошёл во Львовское православное братство, но не оставил и политику.
В это время оформился раскол Гетманщины на две части — Правобережную и Левобережную. Юрий Хмельницкий вынужден был уйти в отставку и постричься в монахи, а новым гетманом, уже только Правобережной Гетманщины, стал Павел Тетеря. Последний в этот период выступает как активный сторонник Речи Посполитой, причём очень враждебно настроенный против Выговского. Когда король Ян Казимир вступил в Северскую Русь (1664), то встретил массовое сопротивление. Поход привел к поражению, причём агрессивные действия Польши вызвали сопротивление даже правобережных казаков. Полковник Иван Богун был расстрелян. На Правобережье разгорелось мощное антипольское восстание, направленное и против Тетери. Восставшие правобережные старшины разгромили польские гарнизоны в Лысянке, Ставищах и Белой Церкви. В их распоряжении имелось вплоть до 30 000 казаков. Правобережные повстанцы были в тесном контакте с запорожским атаманом Иваном Серко, а через него — с Левобережным гетманом Иваном Брюховецким и Москвой. В ответ Тетеря вместе со своим кумом Себастианом Маховским и другими польскими военачальниками жестоко подавил взбунтовавшийся народ.
Когда был схвачен предводитель бунта Димитрий Сулимка, оказалось, что следы ведут к Выговскому, стоявшему за его спиной. Того арестовали и лишили всех прав и привилегий, причитавшихся за сенаторское звание. Без суда и следствия бывшего гетмана расстреляли (16 марта 1664).
Судьба его потомков фактически неизвестна. Но в Речи Посполитой XVII—XVIII веков жили многочисленные Выговские. Некоторые из них могли быть потомками его сына (отца?) Остапа.

## В произведениях искусства

### В художественной литературе
- «Чёрная рада» — роман Пантелеймона Кулиша.

### В кинематографе
- «Пламя гнева» — советский фильм 1956 года (в роли Выговского Михаил Заднепровский).
- «Чёрная рада» — украинский фильм 2001 года (в роли Александр Быструшкин).